# Разведывательные корабли проекта 10221
Разведывательные корабли проекта 10221 — советские и российские разведывательные корабли. Также классифицируются как корабли освещения подводной обстановки. Один корабль этого проекта вступил в строй в октябре 1986 года. Построен на базе БАТМ типа "Пулковский Меридиан". В 1998 году переклассифицирован в опытовое судно.

## Представители проекта
| Название     | б/н | Верфь            | Зав. № | Дата закладки | Спуск на воду | Ввод в строй | Флот | Состояние                                                             |
| ------------ | --- | ---------------- | ------ | ------------- | ------------- | ------------ | ---- | --------------------------------------------------------------------- |
| Камчатка     |     | Черноморский ССЗ | 901    | 18.01.1985    | 26.08.1985    | 25.10.1986   | ТОФ  | Списан в 2014 году. После списания использовался как плавучая мишень. |
| Приднепровье |     | Черноморский ССЗ | 902    | 07.1988       | 12.10.1990    | 24.08.1992   | ВМСУ | Достроен по проекту 12884 для Украины                                 |